# Girolamo Crescentini
Girolamo Crescentini (ur. 2 lutego 1762 w Urbanii, zm. 24 kwietnia 1846 w Neapolu) – włoski śpiewak, kastrat (sopran), a także kompozytor.

## Życiorys
Kształcił się w Bolonii u Lorenzo Gibelliego. Debiutował w 1782 roku w Padwie rolą w operze Giuseppe Sartiego. Rok później po raz pierwszy wystąpił w Rzymie. W latach 1785–1787 występował w Londynie. Wiele podróżował, występując na licznych scenach europejskich. Od 1799 do 1803 roku śpiewał w lizbońskim Teatro Nacional de São Carlos, będąc jednocześnie jego kierownikiem. W 1804 roku został zatrudniony jako profesor śpiewu na dworze cesarskim w Wiedniu. W latach 1806–1812 przebywał w Paryżu, gdzie był nauczycielem rodziny Napoleona Bonaparte. W 1812 roku powrócił do Włoch, gdzie pracował jako pedagog. W 1819 roku został wykładowcą Regio Collegio di Musica w Neapolu.
W jego repertuarze znajdowały się dzieła takich twórców operowych jak Nicola Antonio Zingarelli, Johann Simon Mayr, Domenico Cimarosa i Giuseppe Gazzaniga. Wystąpił w prapremierowych przedstawieniach oper Ipermestra Salvatore Rispoliego (1785), Gli Orazi Domenica Cimarosy (1797), Meleagro Nicoli Antonia Zingarelliego (1798) i Ifigenia Vincenzo Federiciego (1809). Był autorem pracy Raccolta de esercizi per il canto (Paryż 1811) oraz licznych ariett i zbiorów ćwiczeń dla śpiewaków. Do jego uczniów należeli Isabella Colbran i Angelica Catalani.